# Herminium josephi
Herminium josephi is een orchidee. De plant komt voor in de Himalaya.

## Naamgeving enetymologie
- Synoniem: Herminium forrestii Schltr.

De botanische naam Herminium is afgeleid van het Oudgriekse 'hermis' (voet) en 'inos' (bed), wat zou verwijzen naar de vorm van de wortelknol.

## Kenmerken
H. josephi heeft geelgroene bloemen. De lip is vaag drielobbig met een verlengde middelste lob. De andere kroonbladen en de kelkbladen zijn naar voor gericht en vormen een helm boven het gynostemium. De bloemstengel draagt slechts twee bladeren aan de voet.

## Voorkomen
H. josephi groeit in graslanden en ruigtes op open, zonnige plekken beneden de boomgrens van het Himalayagebergte in India, Tibet, Nepal en Bhutan. Hij is te vinden tussen 2800 en 4500 m.